# Order Zasługi Meklemburgii-Pomorza Przedniego
Order Zasługi Meklemburgii-Pomorza Przedniego (niem. Verdienstorden des Landes Mecklenburg-Vorpommern) – odznaczenie za zasługi, nadawane przez rząd krajowy niemieckiego kraju związkowego Meklemburgia-Pomorze Przednie.

## Historia
Order został ustanowiony 23 kwietnia 2001 roku przez landtag landu Meklemburgia-Pomorze Przednie jako jedno z najmłodszych odznaczeń w historii orderów lokalnych niemieckich krajów związkowych. Obecnie już tylko Brema i Hamburg nie posiadają własnych odznaczeń krajowych.
Dyskusja parlamentarna nad ustanowieniem i wyglądem orderu trwała prawie rok. Proponowano ograniczenie liczby żyjących posiadaczy odznaczenia do najwyżej 100 osób i ukształtowanie oznaki według wzoru dawnego Orderu Gryfa, nadawanego do 1918 przez wielkich książąt Schwerina i Strelitz z dynastii obodryckiej, który posiadał formę krzyża maltańskiego. W końcu zdecydowano się na ustawowe ograniczenie liczby nadań odznaczenia do najwyżej 20 rocznie, ale bez limitu liczby żyjących posiadaczy, i na nadanie krzyżowi zupełnie innego wyglądu niż ordery monarchii meklemburskiej (zachowano jednak czerwony kolor oznaki). Przyznawany jest niezależnie od obywatelstwa i płci kandydata za znamienite zasługi dla landu Meklemburgia-Pomorze Przednie i jego ludności, szczególnie za zasługi w dziedzinach pracy społecznej, gospodarczej i kulturalnej. Podobnie jak w przypadku innych odznaczeń krajów RFN, wnioski o przyznanie odznaczenia kierowane są do krajowego prezesa Rady Ministrów; mogą je składać prezes landtagu, ministrowie poszczególnych resortów oraz każdy obywatel. Do roku 2007 order otrzymały 22 osoby, w tym 6 kobiet, a więc nadaje się go bardzo restryktywnie.

## Insygnium
Oznaka jednoklasowego orderu to krzyż kawalerski z wklęsłymi zakończeniami ramion (identyczny jak polski Order Virtuti Militari, ale bez kulek na szpicach ramion), na awersie emaliowany na czerwono ze złotą bordiurą. W medalionie środkowym oznaki umieszczony jest w złotym polu czteropolowy herb państwowy Meklemburgii-Pomorza Przedniego. Rewers oznaki jest złoty, nieemaliowany i nosi w medalionie środkowym napis „Mecklenburg-Vorpommern für Verdienste”. Order noszony jest przez mężczyzn na szyi na białej wstędze z szeroką niebieską z lewej i szeroką czerwoną bordiurą z prawej strony, z wąskim żółtym paskiem pośrodku wstęgi (barwy flagi krajowej landu). Kobiety noszą go na damskiej kokardzie nad lewą piersią poniżej obojczyka.